# Begun
Begun (o Bengu) fou una thikana o jagir de l'antic principat de Mewar. La formaven 165 pobles amb capital a Begun, que el 1901 tenia 3625 habitants, amb un fort i un palau, situada al nord/nord-est d'Udaipur (Rajasthan). Al poble de Menal, abans Mahanal, hi ha un antic monestir dedicat a Xiva, construït el 1168 per Suhav Devi, esposa de Prithwi Raj de Delhi.
La família governant pertanyia a la família Chondawat del clan sisòdia dels rajputs i portaven el títol de rawal o rawat. Eren una branca de Salumber iniciada per Govind Das fill de Rawat KJhengar de Salamber; Govin es creu que va morir a Jawad en lluita contra Mirza Shahrukh, general d'Akbar el Gran. El seu successor Megh Singh va derrotar l'exèrcit imperial dirigit per Mahabat Khan a Untala; per un temps va perdre els seus dominis que van passar a Ballu, chauhan de Bedla, però va rebre un rang i la pargana de Malpira a Jaipur de mans de Jahangir. Maha Singh II va deixar el govern el 1824 a mans del seu fill i es va fer monjo però va reassumir el govern el 1839 quan el seu fill fou assassinat.

## Llista de governants
- Govind Das final del segle XVI
- Megh Singh vers 1608
- Raj Singh
- Maha Singh I
- Mokham Singh
- Udai Singh
- Kushal Singh
- Bhupal Singh
- Allu o Allaji Singh
- Anup Singh I
- Hari Singh I
- Devi Singh
- Megh Singh II
- Pratap Singh
- Maha Singh II ?-1824
- Kishore Singh (fill) 1824-1839
- Maha Singh II 1839-1866 (segona vegada)
- Megh Singh III (fill) 1866-1905
- Anup Singh II 1905-?
- Hari Singh II ?-1949